# Microregione di São Joaquim da Barra
São Joaquim da Barra è una microregione dello Stato di San Paolo in Brasile, appartenente alla mesoregione di Ribeirão Preto.

## Comuni
Comprende 9 comuni:
- Guaíra
- Ipuã
- Jaborandi
- Miguelópolis
- Morro Agudo
- Nuporanga
- Orlândia
- Sales Oliveira
- São Joaquim da Barra